# 베어호 (아이다호주-유타주)

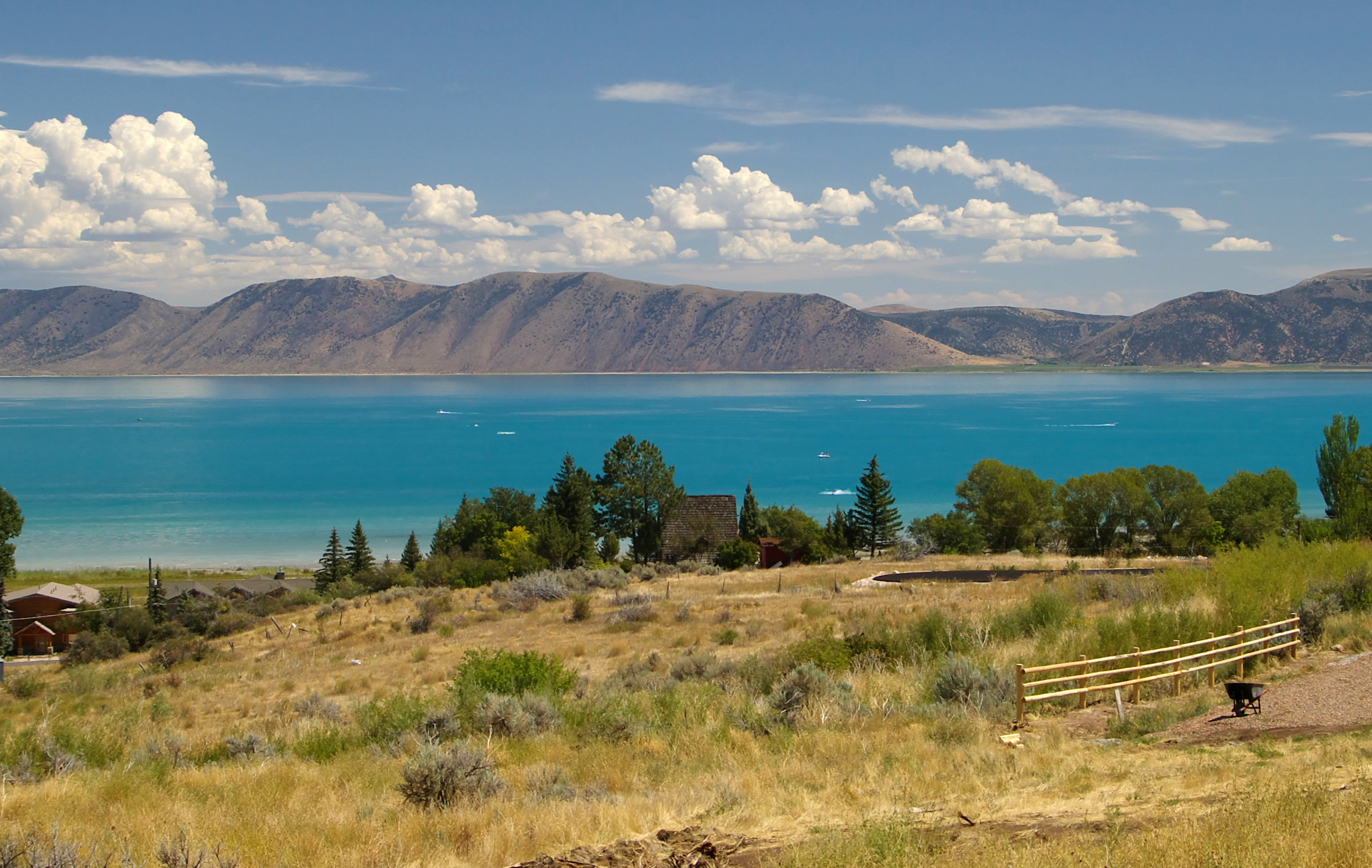
베어호 모습

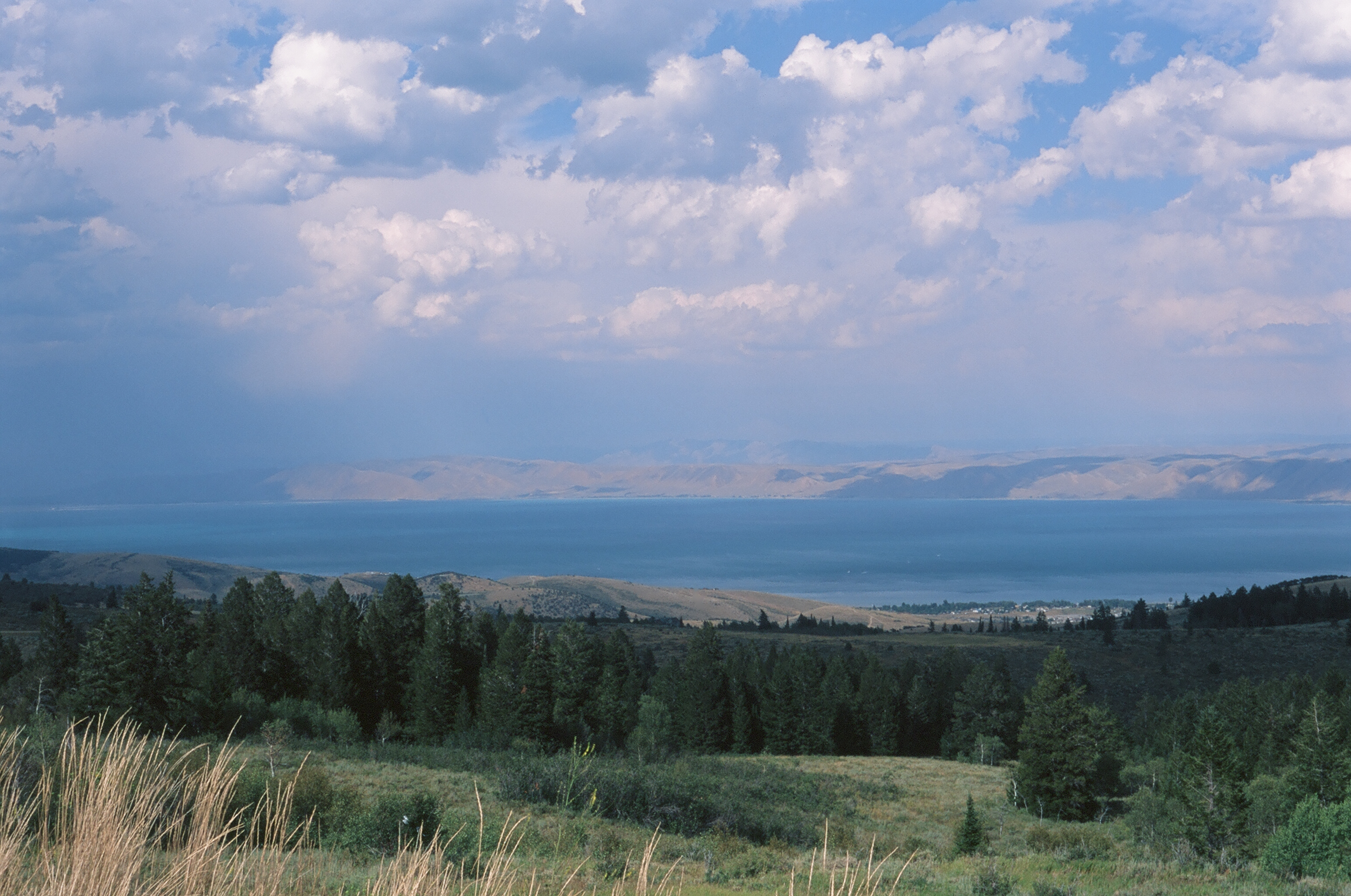
베어호

베어호(영어: Bear Lake)는 미국 유타주와 아이다호주의 경계에 있는 담수호이다. 면적은 약 109 제곱마일 (280 km2)이다. 주 경계선에 의하여 대략 반으로 나뉘며, 유타주에 속하는 부분은 같은 주에서 두 번째로 큰 천연 담수호이다. 물에 탄산 칼슘(석회암)이 함유되어 청록색을 띤다고 해서 ‘로키산맥의 카리브해’로 불린다.